# Gang de Winter Hill
Le Gang de Winter Hill (en anglais : Winter Hill Gang) est une organisation criminelle qui est composées principalement de membre d'origine irlandaise et italienne. Il tire son nom du quartier Winter Hill de Somerville, dans le Massachusetts, au nord de Boston.
Ses membres sont notamment des gangsters notoires de Boston, Buddy McLean, James Whitey Bulger, Howie Winter, Joe McDonald, Johnny Martorano, Kevin Weeks et Stephen Flemmi. Ils ont exercé leur plus grande influence de 1965 sous le règne de McLean et Winter jusqu’à la prise de contrôle de Bulger en 1979.
Les journalistes du Boston Herald ont donné le nom du « Gang de Winter Hill » dans les années 1970, bien que ce nom ne soit jamais ouvertement utilisé comme une référence. Alors que les membres du Gang de Winter Hill auraient participé à la plupart des activités typiques liées au crime organisé, ils sont peut-être plus connus pour avoir organisé des courses de chevaux dans le nord-est des États-Unis et envoyé des armes à l'IRA. Vingt-et-un membres et associés, y compris Winter, ont été mis en accusation par les procureurs fédéraux en 1979.

## Liste des chefs
- 1955 à 1965: James "Buddy" McLean
- 1965 à 1978: Howard "Howie" Winter
- 1978 à 1995: James "Whitey" Bulger
- 1995 à 2000: Kevin Weeks